# Psyche hirsutella
Psyche hirsutella är en fjärilsart som beskrevs av Petersen 1900. Psyche hirsutella ingår i släktet Psyche och familjen säckspinnare. Inga underarter finns listade.